# Електропровідність
Електропровідність — це здатність речовини проводити електричний струм.
Електропровідність виникає в електричному полі.
Електропровідність властива усім речовинам, але для того, щоб вона була значною, необхідно, щоб в речовині були вільні заряди.

## Питома електропровідність
Електропровідністю також називають питому електропровідність — кількісну міру цієї здатності.
Питома електропровідність обернено пропорційна питомому опору.
Питома електропровідність зазвичай позначається грецькою літерою σ й вимірюється в системі SI в сименсах на метр, в СГС розмірність електропровідності — обернена секунда (с−1).
Вона встановлює зв'язок між густиною струму {\displaystyle \mathbf {j} } й напруженістю електричного поля {\displaystyle \mathbf {E} }
{\displaystyle \mathbf {j} ={\hat {\sigma }}\mathbf {E} }
В загальному випадку питома електропровідність є тензором другого рангу, але для багатьох речовин цей тензор зводиться до скаляра.
Поняття питомої електропровідності можна застосовувати тоді, коли виконується закон Ома. У багатьох неоднорідних системах закон Ома несправедливий, і навіть при дуже малих прикладених полях, залежність струму від напруги нелінійна.

## Природа електропровідності
Електропровідність зумовлена переважним рухом заряджених часток, носіїв заряду в напрямку електричного поля. Носіями заряду можуть бути електрони, дірки або йони. Для забезпечення провідності носії заряду повинні бути вільними.
В електричному полі на носій заряду діє сила {\displaystyle q\mathbf {E} }, де q — заряд, а {\displaystyle \mathbf {E} } — напруженість електричного поля.
Під дією цієї сили носій заряду прискорюється й набирає енергію. Проте це пришвидшення не безмежне. На заваді йому стають зіткнення із іншими
носіями заряду, йонами чи нейтральними атомами. Під час таких зіткнень енергія електрона розсіюється й перетворюється на тепло. Проходження
струму через речовину завжди супроводжується виділенням тепла. Величина електропровідності залежить, таким чином, не лише від концентрації вільних носіїв заряду та напруженості поля, а й від частоти зіткнень носіїв заряду, яка описується так званою довжиною вільного пробігу.
Із квантомеханічної точки зору визначальними факторами для провідності також є акти розсіяння — зіткнення носіїв заряду із різноманітними дефектами структури. Одним із висновків зонної теорії стверджує те, що вільні квазічастинки — електрони й дірки, рухаються через ідеальний кристал, як крізь вакуум, не відчуваючи присутності йонів у вузлах кристалічної ґратки. Розсіяння носіїв заряду відбувається лише на дефектах кристалічної ґратки: атомах домішки, атомах кристалу, зміщених із свого положення завдяки тепловим коливанням тощо. Важливу роль у визначенні провідності відіграє принцип Паулі, який забороняє носіям заряду переходити у стани, зайняті іншими носіями заряду того ж ґатунку.
Провідність різних середовищ лежить в дуже широких межах — від нескінченно малої до нескінченно великої. Нескінченно малу провідність має вакуум, у якому відсутні заряджені частки, нескінченно велику — надпровідники. Залежно від величини провідності, матеріали ділять на провідники й ізолятори. Проміжну позицію між цими двома групами посідають напівпровідники.

## Провідність різних середовищ

### Вакуум
У вакуумі відсутні електричні заряди, тож його провідність нескінченно мала. Проте, якщо інжектувати електрони у вакуум, то він стає гарним провідником. Це явище використовується у вакуумних лампах. Електрони в них інжектуються у вакуум з нагрітого катода завдяки явищу термоелектронної емісії. Провідність вакууму обмежена утворенням
області просторового заряду — негативно зарядженої електронної хмари між катодом та анодом, яка чинить перепони вильоту електронів з катода.

### Гази
Як і у вакуумі, у газах звичайно немає вільних носіїв заряду. Їх можна інжектувати з катода. Проте при своєму русі до анода
інжектовані в газ електрони зазнають зіткнень із атомами газу й розсіюються. З одного боку це зменшує провідність, але з іншого боку, електрони, розігнані електричним полем до високих швидкостей, можуть іонізувати атоми газу, вибиваючи з них електрони й створюючи позитивні йони. Нові електрони та йони рухаються до анода чи катода, відповідно, збільшуючи електричний струм.
В залежності від прикладеної напруги та хімічного складу газу ці явища призводять до виникнення низки різноманітних типів газових розрядів, розшарування проміжку між анодом і катодом на зони з різними властивостями тощо.

### Рідини та електроліти
Більшість рідин не мають вільних носіїв заряду і є діелектриками. Виняток становлять електроліти, наприклад вода чи розчини солей у воді. В електролітах частина нейтральних молекул дисоціює, утворюючи негативно й позитивно заряджені йони. Електропровідність електролітів зумовлена рухом цих йонів до анода й катода, відповідно. На аноді й катоді йони відновлюються чи окислюються, вступають в хімічні реакції. Усе це призводить до виникнення різноманітних гальванічних ефектів.

### Метали
У металах є вільні носії зарядів — електрони. Зонна структура металів характеризується наполовину заповненою валентною зоною. Проте лише електрони із енергіями близькими до рівня хімічного потенціалу можуть прискорюватися електричним полем. На заваді прискорення електронів з меншою енергією стає принцип Паулі. Таким чином, в провідність вносять вклад лише електрони із енергіями, що лежать у проміжку {\displaystyle \pm kT} (k — стала Больцмана, Т — температура) від рівня Фермі. Провідність металів обмежена актами розсіяння прискорених електронів у результаті зіткнення з іншими електронами, розсіяння на коливаннях кристалічної ґратки, домішках тощо. Провідність металів зменшується із збільшенням температури завдяки тому, що при вищих температурах посилюються коливання атомів кристалічної ґратки й акти розсіяння частішають.

### Напівпровідники
Власні напівпровідники зазвичай мають невелику концентрацію вільних носіїв заряду, електронів та дірок, яка залежить від ширини забороненої зони та температури. При збільшенні температури концентрація вільних електронів та дірок дуже швидко зростає. Ефект цього зростання набагато перевищує ефект від збільшення частоти актів розсіяння, тож провідність власних напівпровідників різко збільшується при високих температурах.
Іншим фактором, який збільшує провідність власних напівпровідників, є створення підвищеної концентрації вільних носіїв заряду світловим опроміненням або інжекцією. При поглинанні кванта світла із енергією більшою за ширину забороненої зони в напівпровіднику утворюється пара носіїв заряду — електрон переходить із валентної зони у зону провідності, залишаючи за собою дірку. Якщо до освітленого напівпровідника прикласти напругу, то в напівпровіднику потече доволі значний струм. Така провідність називається фотопровідністю і широко використовується у різноманітних фотоелементах. Аналогічну провідність можна створити при опроміненні швидкими частками, що служить основою роботи напівпровідникових детекторів радіації.
На інжекції зарядів у напівпровідник через контакт ґрунтується робота різноманітних напівпровідникових приладів, наприклад, біполярних транзисторів. Прикладене до контакту електричне поле допомагає частині носіїв заряду подолати потенціальний бар'єр, що відділяє напівпровідник від контакту. Далі провідність відбувається за принципами близькими до принципів роботи вакуумних ламп: створюється область просторового заряду, яка обмежує струм, а отже провідність.

#### Леговані напівпровідники
У легованих напівпровідниках навіть при кімнатних температурах концентрація електронів у зоні провідності (напівпровідники n-типу) чи дірок у валентній зоні (напівпровідники p-типу) висока, оскільки для переходу між зоною й домішковим рівнем електрону потрібно набрати набагато меншу енергію (глибина домішкових рівнів зазвичай не перевищує 0.5 еВ). Тому провідність легованих напівпровідників доволі висока й наближається до провідності металів. Вона теж росте із температурою, оскільки для неї фактор збільшення концентрації носіїв у зоні важливіший за збільшення частоти актів розсіяння.
Контакти між областями n-типу й p-типу, які називають p-n переходами мають особливу односторонню провідність. На цьому факті базується робота різноманітних напівпровідникових пристроїв — діодів, транзисторів, фотодіодів, напівпровідникових сонячних елементів, активного шару
копіювальних машин, лазерних принтерів тощо.

### Надпровідники
Надпровідники можуть нескінченно довго підтримувати електричний струм, навіть коли вимкнути електричне поле, яке його викликало.
Формально провідність надпровідників нескінченна. Надпровідний стан існує лише при низьких температурах, хоча теоретично верхня границя температури переходу із надпровідного в звичайний стан не встановлена.
Фізична природа нескінченної провідності надпровідників в тому, що в надпровідниках подавлені канали розсіяння енергії. Носіями заряду в надпровідниках є куперівські пари — зв'язані стани двох електронів із протилежними спінами й протилежними напрямками руху.
Куперівські пари утворюються завдяки непрямому притягуванню між електронами, зумовленому взаємодією із кристалічною ґраткою. Електрон, рухаючись в кристалі, деформує ґратку, створюючи «канал», який притягає інший електрон. Куперівські пари мають унікальні властивості. У них неможливо забрати енергію, бо електрони, які увійшли до їх складу, вже віддали енергію на утворення пари.

#### Енергетичні взаємодії
Розвалити пару можна лише надавши їй доволі значну порцію енергії, але при низьких температурах таку енергію взяти нізвідки — енергії теплового руху не вистачає. Таким чином, куперівські пари, утворившись, приречені вічно блукати кристалом, переносячи із собою два електричні заряди й створюючи електричний струм.
Куперівські пари розвалюються, коли температура стає вищою певної критичної температури, або ж у достатньо сильному зовнішньому магнітному полі (вищому за певне критичне значення).

## Ізолятори
Ізолятори або діелектрики схожі за зонною структурою на напівпровідники, тільки із дуже широкою забороненою зоною. Велика ширина забороненої зони призводить до того, що ймовірність теплового збудження електронів із валентної
зони у зону провідності стає нікчемно малим. Фотопровідність можлива, але для цього потрібне світло із частотою, яка лежить в ультрафіолетовому діапазоні.
Проте, якщо інжектуквати електрони у діелектрики, приклавши до них дуже сильне електричне поле, деякі з них чудово поводять струм. Це явище називається пробоєм діелектрика. При цьому зазвичай виділяється настільки велика енергія, що діелектрик починає плавитися.
Крім браку носіїв заряду, причиною низької провідності може служити надзвичайно часте розсіяння електронів завдяки взаємодії з іншими електронами. В дуже забруднених речовинах електрони можуть застрявати у певних пастках, віддалених одна від одної, що приводить до зовсім іншого виду провідності, так званої стрибкової провідності.

## Суперіонні провідники
У деяких кристалах носіями заряду виступають не електрони чи дірки, а йони. Такі провідники називаються суперіонними провідниками. До цього класу провідників належать ряд лужно-галоїдних кристалів. Структура енергетичних зон у них характерна для діелектриків, тож електронної провідності практично немає, однак ці кристали складаються з іонів різного типу, принаймні одні з яких можуть легко рухатися, створюючи
провідність аналогічну провідності електролітів.

## Вимірювання електропровідності
Електрична провідність складається з об'ємної та поверхневої складових. Об'ємна провідність мінералу залежить від вмісту домішок, а поверхнева — від стану його поверхні.
Методи вимірювання об'ємної провідності твердих речовин розділяють на дві групи:
- методи, основані на використанні постійного струму,
- методи, основані на використанні змінного струму.

При лабораторних дослідженнях електричної сепарації застосовують методи першої групи (двоелектродний і чотириелектродний).
Двоелектродний метод оснований на зміні струму, що протікає через досліджуваний зразок, при відомій різниці потенціалів між електродами. Залежно від електричної провідності досліджуваного зразка для реєстрації струму використовують амперметр, гальванометр або електрометр. Для дослідження мінералів з високою електричною провідністю застосовують амперметр або різні місткові схеми на постійному струмі, мінералів з низькою електричною провідністю — високочутливі тераомметри, мінералів з дуже низькою електричною провідністю — електрометри з безпосереднім цифровим відліком.
Чотириелектродний метод оснований на вимірюванні різниці потенціалів між двома еквіпотенціальними поверхнями зразка, які знаходяться між живильними електродами. Метод дозволяє виключити приелектродну поляризацію та виміряти дійсну провідність зразка.
Для визначення електричної провідності мінералів в порошкоподібних пробах застосовують спеціальні чарунки, що складаються з кварцової трубки з внутрішнім діаметром 5 мм і висотою 15 мм.